# Nong Ruea (huyện)
Nong Ruea (tiếng Thái: หนองเรือ) là một huyện (amphoe) của tỉnh Khon Kaen, nằm ở phía đông bắc Thái Lan.

## Lịch sử
Tiểu huyện (king amphoe) Nong Ruea được thành lập vào năm 1959 thông qua việc tách ra từ Mueang Khon Kaen district. Ngày 31 tháng 1 năm 1963, tiểu huyện đã được nâng thành huyện.

## Địa lý
Các huyện giáp ranh (từ phía tây theo chiều kim đồng hồ) Chum Phae, Phu Wiang, Ubolratana, Ban Fang và Mancha Khiri của tỉnh Khon Kaen, và Ban Thaen của tỉnh Chaiyaphum.

## Hành chính
Huyện này được chia ra thành 10 phó huyện (tambon), các đơn vị này lại được chia thành 149 làng (muban). Có 3 thị trấn (thesaban tambon) - Nong Ruea nằm trên một phần của tambon Nong Ruea, Nong Kae nằm trên một phần của tambon Kut Kwang và Non Sa-at, còn Dom Mong nằm trên một phần của Bang Kong và Chorakhe. Có 10 Tổ chức hành chính tambon.
| STT. | Tên       | Tên Thái | Số làng | Dân số |  |
| ---- | --------- | -------- | ------- | ------ |  |
| 1.   | Nong Ruea | หนองเรือ  | 13      | 10.996 |  |
| 2.   | Ban Meng  | บ้านเม็ง   | 18      | 11.908 |  |
| 3.   | Ban Kong  | บ้านกง    | 10      | 6.730  |  |
| 4.   | Yang Kham | ยางคำ    | 14      | 9.343  |  |
| 5.   | Chorakhe  | จระเข้    | 13      | 7.878  |  |
| 6.   | Non Thong | โนนทอง   | 21      | 11.850 |  |
| 7.   | Kut Kwang | กุดกว้าง   | 21      | 9.619  |  |
| 8.   | Non Than  | โนนทัน    | 14      | 8.867  |  |
| 9.   | Non Sa-at | โนนสะอาด | 15      | 8.974  |  |
| 10.  | Ban Phue  | บ้านผือ    | 10      | 5.791  |  |